# Иодид фосфора(III)
Иодид фосфора(III) (фосфор трёхиодистый, трииодид фосфора) — бинарное неорганическое соединение иода и фосфора с формулой PI3, ярко-красные кристаллы, реагируют с водой. Ядовит.

## Получение
- Иодирование раствора белого фосфора в сероуглероде:

{\displaystyle {\mathsf {2P+3I_{2}\ {\xrightarrow {46^{o}C}}\ 2PI_{3}}}}

## Физические свойства
Иодид фосфора(III) образует ярко-красные кристаллы гексагональной сингонии, пространственная группа P 63, параметры ячейки a = 0,711 нм, c = 0,742 нм, Z = 2.
Реагирует с водой.
Растворяется в сероуглероде.

## Химические свойства
- При нагревании теряет иод и образует дииодид фосфора:

{\displaystyle {\mathsf {2PI_{3}\ {\xrightarrow {100-120^{o}C}}\ P_{2}I_{4}+I_{2}}}}

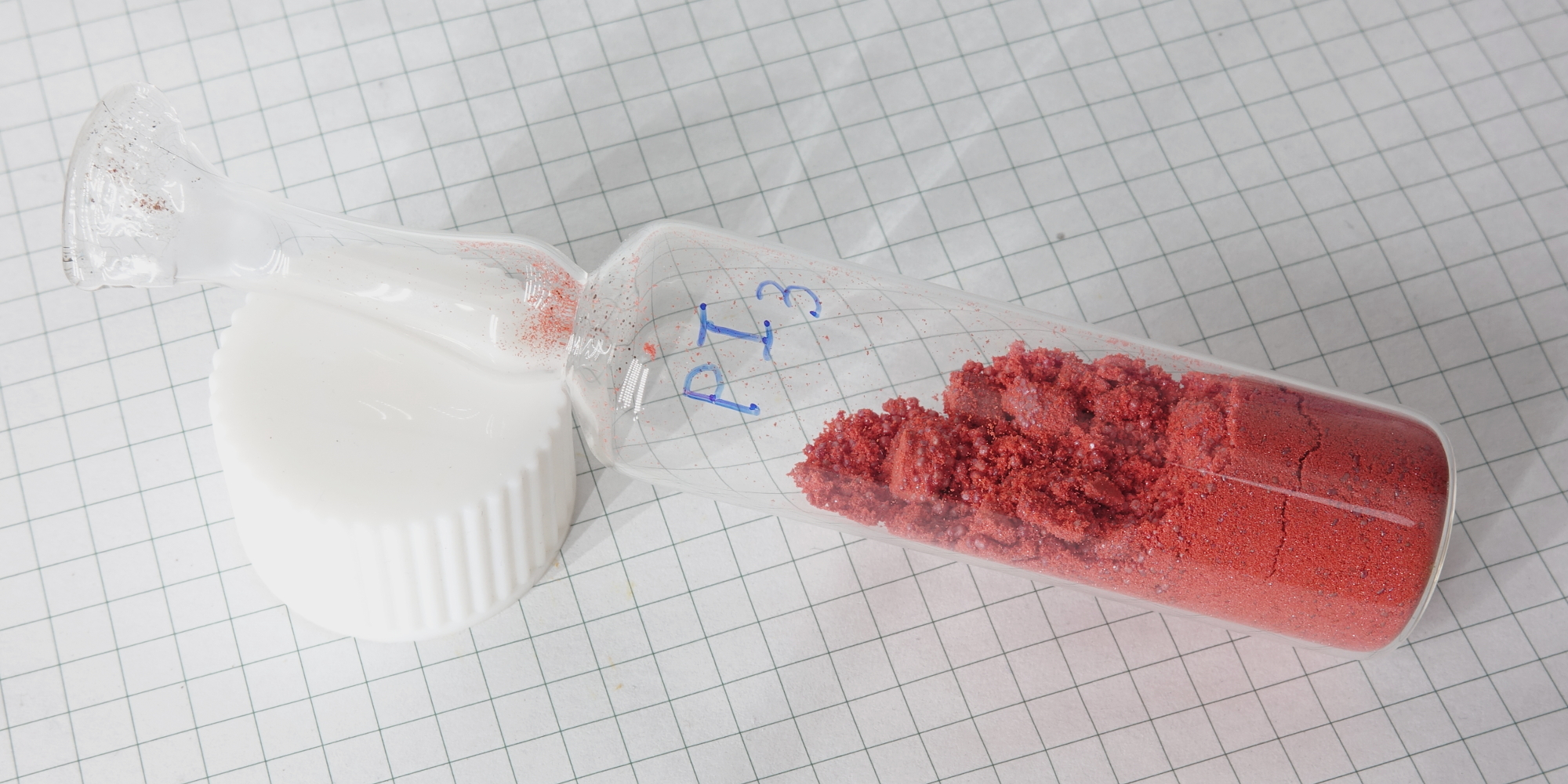
Образец иодида фосфора(III)

- При сильном нагревании полностью разлагается на элементы:

{\displaystyle {\mathsf {2PI_{3}\ {\xrightarrow {200^{o}C}}\ 2P+3I_{2}}}}
- Реагирует с водой:

{\displaystyle {\mathsf {PI_{3}+3H_{2}O\ {\xrightarrow {}}\ H_{2}(PHO_{3})+3HI}}}
- Реагирует с щелочами:

{\displaystyle {\mathsf {2PI_{3}+10NaOH\ \xrightarrow {} \ 2Na_{2}(PHO_{3})+6NaI+4H_{2}O}}}
- Окисляется кислородом с образованием оксииодида фосфора:

{\displaystyle {\mathsf {2PI_{3}+O_{2}\ {\xrightarrow[{Pt}]{40-50^{o}C}}\ POI_{3}}}}
- Реагирует с белым фосфором при медленном добавлении воды:

{\displaystyle {\mathsf {10PI_{3}+11P_{4}+96H_{2}O\ \xrightarrow {30-40^{o}C} \ 30PH_{4}I+24H_{3}PO_{4}}}}

## Применение
- Трёхиодистый фосфор применяется главным образом в органическом синтезе.

## Безопасность
Иодид фосфора(III) весьма токсичен и в высоких концентрациях раздражает кожу и слизистые оболочки. Может обладать некоторым коррозионным действием. ЛД50 на мышах - 90 мг/кг.